# Marklowice (gmina)
Marklowice est une gmina rurale du powiat de Wodzisław, Silésie, dans le sud de la Pologne. Son siège est le village de Marklowice, qui se situe environ 6 km à l'est de Wodzisław Śląski et 43 km au sud-ouest de la capitale régionale Katowice.
La gmina couvre une superficie de 13,76 km2 pour une population de 5 137 habitants.

## Géographie
La gmina borde les villes de Radlin, Rybnik et Wodzisław Śląski, et les gminy de Mszana et Świerklany.

### Jumelages
| Ville | Ville  | Pays | Pays   | Période     |
| ----- | ------ | ---- | ------ | ----------- |
|       | Barlin |      | France | depuis 2006 |